# Antifonario

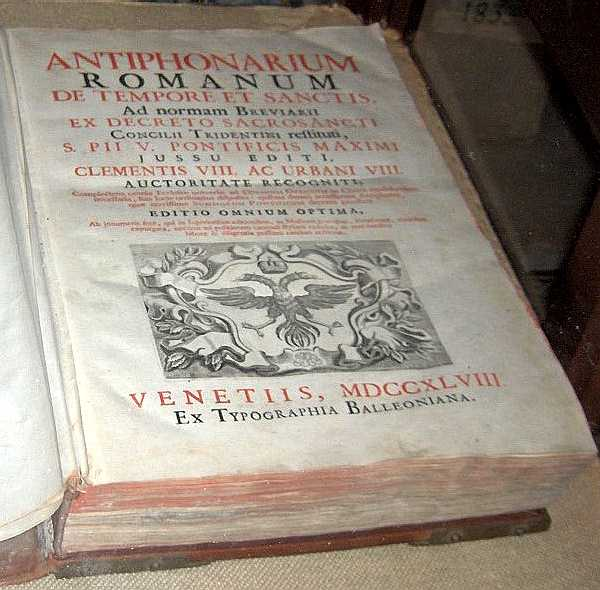
Antifonario de la iglesia de San Francisco de Évora (Portugal).

El antifonario (del latín antiphonarium, antiphonarius, antiphonarius liber, antiphonale y este del griego ’antíphonon, antiphon, antiphone, anthem) era el libro litúrgico de los ritos latinos de la Iglesia católica que recoge las antífonas de todo el año, dispuestas según el orden del calendario, entre las que se intercalaban oportunamente las de las solemnidades y fiestas.
En apéndice se unían los cantos comunes de santos y de solemnidades votivas y las colecciones para la celebración de los domingos de cotidiano. La antífona es un breve pasaje, tomado por lo común de la Sagrada Escritura, que se canta o reza antes y después de los salmos y de los cánticos en las horas canónicas y guarda relación con el oficio propio del día.
A partir de Luis el Piadoso, pasó a formar parte de los libros reglamentarios de los sacerdotes católicos y más tarde, identificará al libro que contiene los cantos del coro, sinónimo de gradual.